# Domino (Kleidungsstück)
Ein Domino ist ein etwa wadenlanger, schwarzer, meist seidener Umhang ohne Ärmel und mit Kapuze. Der Domino könnte zur Namensherkunft des Kondoms beigetragen haben.

## Verwendung
Ursprünglich gehörte der Domino zur Kleidung von Geistlichen in Italien. Ab dem 16. Jahrhundert wurde er jedoch auch häufig als verhüllende Tarnung gebraucht, wenn man heimlich zum Rendezvous ging. Sowohl das Kleidungsstück selbst als auch sein Träger wurden damals als domino (von lat. dominus „Herr“) bezeichnet.
Als Verkleidung wird der Domino auch heute noch häufig verwendet; vermutlich hat auch die Figur des Domino, die in der Straßenfasnacht in Schwyz eine Rolle spielt, ursprünglich mit dem Kleidungsstück zu tun. Im Alltagsleben spielt der Domino dagegen keine Rolle mehr.